# Leopoldamys edwardsi
Leopoldamys edwardsi је врста глодара из породице мишева (Muridae).

## Распрострањење
Ареал врсте је ограничен на средњи број држава у Азији. Врста има станиште у Кини, Индији, Лаосу, Бурми, Вијетнаму, Малезији и Тајланду.

## Станиште
Станиште врсте су влажне тропске и планинске шуме. Врста је по висини распрострањена од нивоа мора до 1.400 метара надморске висине.

## Угроженост
Ова врста није угрожена, и наведена је као последња брига јер има широко распрострањење.